# Jarikaba
Jarikaba – miasto w Surinamie, w dystrykcie Saramacca.